# Black Roots
Black Roots est un groupe de reggae roots, formé en 1979. Le groupe compte huit membres, jamaïcains d'origine, qui sont arrivés en Angleterre dès leur plus jeune âge. Ils se sont séparés en 1993. Le groupe s'est reformé en 2011 et tourne en concert depuis.

## Histoire
Les musiciens de Black Roots sont tous nés en Jamaïque et sont arrivés en Angleterre alors qu'ils étaient enfants. Ils habitent le même quartier de Saint Paul, à Bristol, pour certains fréquentent le même collège, mais lorsqu'ils entrent dans la vie active, ils sont très vite confrontés au chômage et à la crise économique qui ravage alors l'Angleterre sous le nouveau gouvernement Thatcher. En 1979 ils décident alors de monter un groupe de reggae roots, style musical alors en plein apogée en Jamaïque. Black Roots se compose de huit membres : Delroy O'Gilvie, Cornell Francis, Errol Brown, Jabulani Ngozi, Trevor Seivright, Kondwani Ngozi, Derrick King et Carlton « Roots » Smith. Jabulani Ngozi et Kondwani Ngozi sont des faux noms « Je m'appelais Errol Thompson, et je pense qu'aucun Noir ne peut historiquement porter ce nom. C'est celui d'un esclavagiste. Alors je l'ai changé, pour me libérer de l'esprit de l'esclave. » a déclaré ce premier.
Le groupe passe alors ses premières années à répéter et à jouer dans les pubs locaux.En 1981, le groupe organise deux concerts deux soirs de suite « sur le principe de la donation » et remplit la salle les deux soirs. L'argent leur permet de presser quelques centaines de disques de Bristol Rock, sur leur propre label Nubian. On trouve sur ce maxi quatre morceaux Bristol Rock, Tribal War, The Father et The System.
Le maxi parvient jusqu'aux oreilles de John Peel, le DJ de Radio one. John Peel, qui a déjà joué un rôle très important dans la carrière de Misty In Roots, passe le disque des dizaines de fois sur les ondes, ainsi que le suivant, produit la même année Chanting For Freedom. Puis John Peel décide d'inviter le groupe à jouer en live quatre morceaux. Invitation qui, en moins d'une heure, fait exploser la carrière du groupe.
Le premier album ne se vend qu'à 5 000 exemplaires, mais grâce à la promotion des DJs de la BBC, John Peel, Peter Powell ou David Jensen, le groupe remplit tous ses concerts (et ils étaient nombreux, parfois jusqu'à quatre par semaine). En 1983, Black Roots  retourne jouer en live quatre morceaux à la BBC.
En juin 2012, Black Roots annonce la sortie d'un nouvel album, enregistré en avril de la même année au J&JStudio à Londres. On The Ground est sorti le 10 septembre 2012.

## Discographie

### Albums
- 1983 - Black Roots
- 1984 - The Frontline
- 1985 - In Session (BBC session) (réédité en 2007 par Makasound)
- 1986 - Allday Allnight
- 1987 - Ina Different Style
- 1987 - All Day & All Knight
- 1988 - Live Power
- 1990 - Natural Reaction
- 1991 - Dub Factor : The Mad Professor Mixes
- 1993 - With Friends
- 1994 - Dub Factor 2 : The Dub Judah Mixes
- 1995 - Dub Factor 3 : The Dub Judah & Mad Professor Mixes
- 2012 - On The Ground
- 2014 - Ghetto Feel
- 2016 - Son Of Man
- 2018 - Take It

### Compilations
- 1980-84 - On The Frontline (2004, Makasound)